# Alekszej Sztanyiszlavovics Jeliszejev
Alekszej Sztanyiszlavovics Jeliszejev (oroszul: Алексей Станиславович Елисеев; Zsizdra, 1934. július 13. –?) szovjet űrhajós, mérnök.

## Életpálya
A moszkvai Bauman Műszaki Főiskolán végzett. 1957-től a Koroljov tervezőirodában dolgozott. 1962-ben megszerezte a műszaki tudományok doktora fokozatot. 1968. május 27-től részesült űrhajóskiképzésben. Összesen 8 napot, 22 órát és 20 percet töltött a világűrben. 1973-tól a Szovjetunió Űrrepülésirányító Központjában a repülésirányító csoport vezetője volt. 1985. december 19-én elköszönt az űrhajós köteléktől és a Bauman Főiskola adminisztratív vezetője lett.

## Kitüntetések
Kétszer kapta meg a Szovjetunió Hőse kitüntetést és a Lenin-rendet.

## Űrrepülések
- 1966-ban a Szojuz–5 űrhajón fedélzeti mérnök. Sikeres összekapcsolódás után Hrunovval átszállt a Szojuz–4 űrhajóra. Ezen folytatta és fejezte be a szolgálatot.
- 1969-ben a Szojuz–8 űrhajó fedélzeti mérnöke
- 1971-ben a Szojuz–10 űrhajó fedélzeti mérnöke

### Tartalék személyzet
- Szojuz–6 fedélzeti mérnök
- Szojuz–7 fedélzeti mérnök

## Külső hivatkozások
- Alekszej Sztanyiszlavovics Jeliszejev. spacefacts.de. (Hozzáférés: 2012. május 2.)
- Alekszej Sztanyiszlavovics Jeliszejev. astronautix.com. (Hozzáférés: 2012. május 2.)